# Van Halen
 Ovo je glavno značenje pojma Van Halen. Za debitantski album istoimenog sastava pogledajte Van Halen (album).
Van Halen je američki hard rock sastav osnovan 1972. godine u Pasadeni, Kaliforniji. Grupu su osnovali braća Eddie Van Halen i  Alex Van Halen. Popularnost stječu izlaskom njihovog prvog albuma 1978. godine imena istog kao i sastav Van Halen. Godine 1985. grupu napušta pjevač David Lee Roth a mijenja ga Sammy Hagar. Prvo ime sastava bilo je "Mammoth", ali pošto je već postojala grupa s tim imenom, mijenjaju ga u Van Halen.

## Životopis
Sastav su osnovali braća Alex i Eddie Van Halen 1972. godine u Pasadeni, Kalifornija. Oba su u početku učili svirati klavir, međutim kasnije se orijentiraju, Alex na bubnjeve a Eddie na gitaru.
Godine 1974. su osnovali sastav koji se zove "Mammoth" i s njim sviraju po kućnim zabavama i organiziranim plesnjacima. Razglas iznajmljuju od David Lee Rotha (koji tada pjeva u grupi "Redball Jetsi") za 50$. Iako u početku nije ispunjavao uvjete koje je Eddie postavio, Roth kasnije postaje članom sastava. Pridružuje im se i basist Michael Anthonyo, koji ujedno izvodi i prateće glasove. Budući da je već postojao sastav koji se zvao "Mammoth" i ime je bilo zaštićeno, mijenjaju naziv sastava u "Van Halen".

Sastav tada čine: Eddie Van Halen na gitari, Alex Van Halen na bubnjevima, David Lee Roth vokal i Michael Anthony na bas-gitari.
Godine 1977. na jednom nastupu primjećuje ih basist grupe KISS, Gene Simmons, i predlaže im da ih u svom trošku odvede u New York gdje će snimiti demo. Suradnja nije dugo trajala ali Simons ih spaja s Tedom Templemanom koji kasnije postaje njihov producent. Kad ih je Templeman čuo, oduševio se i ponudio im ugovor i snimanje albuma.
Već izlaskom prvog albuma Van Halen postaju jako popularni i postavljaju nove standarde na tadašnjoj hard rock sceni. Status super zvijezda dobivaju 1984. godine izlaskom albuma istog imena kao i godina 1984. Album bilježi najveći komercijalni uspjeh do tada i streloviti rast na top listama.
Između Eddieja i Rotha cijelo vrijeme postoje nesuglasice i nakon njihovog najvećeg uspjeha dolazi do razlaza. 1985. godine David Lee Roth napušta sastav a umjesto njega dolazi Sammy Hagara iz grupe "Montrose". Ova promjena nije najbolje prihvaćena od fanova i šire publike ali grupa do 1998. godine. snima niz albuma koji više manje zauzimaju solidno mjesto na top listam ali ne uspijevaju postići prijašnju popularnost. Zbog prepirki s Eddiem, Hagar 1998. godine odlazi iz sastava. Tada angažiraju bivšeg člana grupe "Extreme", Gary Cheronea s kojim snimaju album Van Halen III koji je bio totalni promašaj.
Godine 2004. Hagar se vraća u sastav i izdaju dvostruki album iz perioda 1997. – 1998. s tri nove pjesme koje pjeva Hagar. Ovaj album im djelomično vraća staru slavu i zauzimaju odlična mjesta na top listama.
Najveća senzacija dogodila se 2007. godine kada je najavljen povratak David Lee Rotha i okupljanje sastava za američku turneju. Turneja se prvo dogovara za ljeto 2007. godine ali zbog nepoznatih razloga se odgađa i dogovara se novi datum od 27. rujna do 11. prosinca 2007. godine.

## Povijest sastava

### David Lee Roth (1972. – 1985.)
1972 godine tadašnji sastav Van Halen čine članovi: Eddie i Alex Van Halen, David Lee Roth i Mark Stone, kojeg kasnije mijenja Michael Anthony. Jako puno sviraju po raznim okolnim mjestima i već tada postaju popularni. 1977. godine odlaze u New York, gdje upoznaju svog budućeg producenta Ted Templemana.
- Godine 1978. izdaju svoj prvi album naziva Van Halen. On im donosi veliku popularnost, odvodi ih na vrh top lista i postavlja nove standarde na hard rock sceni. Virtuoznost Eddevog sviranja gitare i velike glasovne mogućnosti David Lee Rotha dolaze do potpunog izražaja, pa se tako skladba Eruption i danas smatra jednom od najvećih solo izvedbi na gitari.

- Godine 1979. u mjesecu travnju izdaju svoj drugi album koji se zove Van Halen II. On prolazi nešto slabije od prvoga s kojim su postavili previsoke standarde pa je i logično da bude nešto slabiji.

- Godine 1980. izlazi Women and Children First. Album je zanimljiv po tome što se po prvi puta na njihovom materijalu može čuti sintisajzer, kojeg svira Eddie. Roth se tome žestoko protivio i već tada među njima dvojicom dolazi do nesuglasica. Iako je Roth mislio da će s elektronskom glazbom doživjeti promašaj, album je solidno prihvaćen od publike i glazbenih kritičara.

- Tenzije između Rotha i Eddia rastu i uglavnom se vode oko toga tko će biti glavni i u kojem će smjeru sastav ići. Usprkos tome 1981. godine izdaju album Fair Warning s koji se do tada uspijevaju najviše približiti slavi prvoga albuma Van Halen. Skladbe Mean Street i Unchained zauzimaju visoko mjesto na top listama, a čitav album govori o mračnoj strani slave i života u velikom gradu. Međutim, tržište nije zadovoljeno pa na nagovor David Lee Rotha snimaju komercijalni album Diver Down koji izlazi u travnju 1982. godine. Album obiluje obradama ali ima i nekoliko autorskih naslova.

- Godine 1984. vraća im stari uspjeh prvog albuma i donosi planetarnu slavu. Izlazak novog albuma 1984 9. siječnja odmah iz Nove Godine donosi nagli uspon na top listama i čini ga njihovim najboljim komercijalnim albumom do tada. Za to je zaslužno nekoliko hitova, Jump, Panama, Hot For Teacher i drugi, ali isto tako Eddievo virtuozno sviranje gitare i sintisajzera kao i fantastično Rothovo pjevanje.

Na žalost fanova i šire publike, netrpeljivost između Eddia i Rotha sve više dolazi do izražaja i 1985. godine David Lee Roth napušta sastav i posvećuje se solo karijeri. Umjesto njega Eddie angažira Sammy Hagara pjevača grupe "Montrose".

### Sammy Hagar (1985. – 1996.)
Dolaskom Hagara u sastav nastupile su mnoge promjene a jedna od njih je i promjena zvuka što nikako nije bilo dobro prihvaćeno od publike. Hagar je provocirao svojim ponašanjem s kojim je uveliko imitirao Rotha. Nedostatkom karizme i duhovitošću za razliku od Rotha, Hagaru nije preostalo drugo nego da publiku vrijeđa na račun njihove inteligencije i ukusa za glazbu. Slijedili su albumi koji nisu zabilježili veliki uspjeh.
- 1986. godine izlazi album 5150.
- 1988. OU812
- 1991. F.U.C.K.
- 1993. Live: Right Here, Right Now
- 1995. Balance

Bilo je logično da nakon vrlo lošeg desetljeća treba nešto mijenjati, pa tako 1996 nakon svađe s Eddiem, Sammy Hagar napušta sastav. U to vrijeme na kratko se u sastav vraća David Lee Roth koji snima dvije nove pjesme za album Best of Volume I, a u javnosti je njegov povratak primljen vrlo pozitivno. Međutim od sastavljanja stare ekipe nije bilo ništa. Eddie je tvrdio da je angažirao Rotha samo za te dvije pjesme a Roth je tvrdio da je prevaren i da ga je Eddie nagovarao na povratak.

### 1998. – 2004.
Nakon ponovnog izbacivanja David Lee Rotha iz sastava, najavljeno je da će novi vodeći vokal biti Gary Cherone, bivši pjevač grupe "Extreme". Dugo očekivani Cheroneov debi album sa sastavom Van Halen izlazi 17. ožujka 1998. godine pod nazivom Van Halen III. Donosi brz rast na top listama do čak trećeg mjesta ali i vrlo brzi pad jer su ga glazbeni kritičari vrlo loše prihvatili. Van Halen III se pokazao kao najlošije prodavan album do tadašnjoj dugoj karijeri sastava Van Halen, a treba dodati da je i svjetska turneja bila najlošije posjećena do tada, Cherone 1999. godine napušta sastav.

### Povratak Hagara
2004. godine Sammy Hagar se vraća u sastav i odlaze u studio radi snimanja novog materijala. 20. srpnja iste godine izdaju dvostruki album koji se zove The Best of Both Worlds. Na njemu se nalaze najbolje pjesme iz perioda 1977-1995 a nije obuhvaćen period iz doba Gary Cheronea. Snimljene su i tri nove skladbe koje pjeva Hagar. Na njemu se nalazi 16 skladbi David Lee Rotha iz perioda 1978-1985, i 17 skladbi Sammy Hagara iz perioda 1986-1995. Jako je dobro prihvaćen od publike i glazbenih kritičara a prema Billboardovim podacima, zaradili oko 40 milijuna dolara.

### Povratak Rotha
Poslije odlaska Gary Cheronea iz sastava odmah su se mogle ćuti glasine o Rothovom povratku u grupu. Međutim iako je bilo nekih najava, a i Eddie je 2001. najavio da je bolestan i ima karcinom, okupljanje starog sastava nije se desilo sve do 2007. godine kada se na službenim internet stranicama grupe Van Halen može pročitati informacija da se David Lee Roth vraća u sastav. Kasnije tu vijest potvrđuju i Eddie i Roth na konferenciji za novinare. Nema dogovora oko snimanja novog materijala ali se zato ugovara Američka turneja koja bi trebala početi u ljeto 2007. Iz nekog nepoznatog razloga turneja je odgođena ali Eddie i Roth potvrđuju da nema nesuglasica među njima. Dogovara se novi datum turneje od 27. rujna do 11. prosinca 2007 godine.

## Diskografija

### Studijski albumi
| Godina izlaska | Naziv albuma                  | Izdavačka kuća | RIAA Certifikat | Billboard Top lista | Zabilješke | Vokalist       |
| 1978.          | Van Halen                     | Warner Bros    | 10x Platinum    | #12                 | - Prvi i odlično prodavan album - Prvi album pjevača David Lee Rotha | David Lee Roth |
| 1979.          | Van Halen II                  | Warner Bros    | 5x Platinum     | #6                  | - Prvi put na top 20 sa singlom "Dance the Night Away" | David Lee Roth |
| 1980.          | Women and Children First      | Warner Bros    | 3x Platinum     | #6                  | - Izlazi samo jedan singl "And the Cradle Will Rock..." | David Lee Roth |
| 1981.          | Fair Warning                  | Warner Bros    | 2x Platinum     | #5                  | - Najmanje komercijalan album s David Lee Rothom | David Lee Roth |
| 1982.          | Diver Down                    | Warner Bros    | 4x Platinum     | #3                  | - Album čine pretežito obrade pjesama od kojih je najponzatija "Pretty Woman" od Roy Orbisona | David Lee Roth |
| 1984.          | 1984                          | Warner Bros    | 10x Platinum    | #2                  | - Grammy Award Nominacija: Najbolji rock vokal za izvođenje skladbe "Jump".Skladba "Jump" bila je pet tjedana prva na Billboardovoj top listi - Najbolji album od izlaska debitantskog Van Halena - Zadnji album pjevača David Lee Rotha          | David Lee Roth |
| 1986.          | 5150                          | Warner Bros    | 6x Platinum     | #1                  | - Prvi album pjevača Sammy Hagara - Prvi na top listi Billboarda - Najuspješniji album u Sammy Hagar karijeri | Sammy Hagar    |
| 1988.          | OU812                         | Warner Bros    | 4x Platinum     | #1                  | - Ime albuma (OU812 - "Oh, you ate one too?") je odgovor na prvi solo album David Lee Rotha, Eat'em And Smile na čijem se omotu nalazi lice jokera                                                                                                | Sammy Hagar    |
| 1991.          | For Unlawful Carnal Knowledge | Warner Bros    | 3x Platinum     | #1                  | - Grammy Award nagrada: Najbolja Hard Rock izvedba | Sammy Hagar    |
| 1993.          | Live: Right Here, Right Now   | Warner Bros    | 2x Platinum     | #5                  | - Prvi i jedini album u živo - Uključuje Sammy Hagarovo pjevanje pjesama iz David Lee Roth vremena - Obrade dviju pjesama iz Sammy Hagar solo karijere                                                                                            | Sammy Hagar    |
| 1995.          | Balance                       | Warner Bros    | 3x Platinum     | #1                  | - Grammy Award Nominacija: Najbolja hard rock izvedba za skladbu "The Seventh Seal" - Najmanje uspješan album u Sammy Hagar vremenu - Posljednji album pjevača Sammy Hagara                                                                       | Sammy Hagar    |
| 1998.          | Van Halen III                 | Warner Bros    | Gold            | #4                  | - Prvi i jedini album pjevača Gary Cheronea - Michael Anthony svira bas na tri pjesme, ostale obrađuje Eddie Van Halen - Eddie Van Halen pojavljuje se kao vokala u jednoj pjesmi, Koju prvi put izvodi još davne 1974 kada su se zvali "Mammoth" | Gary Cherone   |
| 2012.          | A Different Kind of Truth     |                |                 |                     | |                |

### Kompilacije
| Godina izlaska | Naziv albuma            | Izdavačka kuća | US Sales Certifikat | Zabilješke |
| 1996.          | Best of Volume I        | Warner Bros    | 3x Platinum         |            |
| 2004.          | The Best of Both Worlds | Warner Bros    | Platinum            |            |

## Vanjske poveznice
- Službena internetska stranica
- Van Halen novosti